# Хадым Сулейман-паша
Хадым Сулейман-паша (осман. خادم سلیمان پاشا‎, тур. Hadım Süleyman Paşa; 1470-е — сентябрь 1547) — великий визирь Османской империи с 1541 по 1544 год.

## Биография
Родился в 1470-годах. Н. Йорга утверждал, что он был венгром по происхождению. О первых годах его жизни сведений очень мало. Поскольку он был одним из белых евнухов, его прозвали Хадым (тур. Hadım — евнух).
Когда Селим I умер в 1520 году, Сулейман-паша занимал должность ода-баши (начальник одного из отделений янычарских полков, оды). Кроме того, при восшествии на престол Кануни Султана Сулеймана ему была предоставлена должность хазинедар-баши (начальник казначейства). В 1523 году он был назначен главным казначеем. Позже его отправили на венгерскую границу, а в 1524/25 году он был назначен бейлербеем Дамаска.
В следующем году великий визирь Паргалы Ибрагим-паша по совету дефтердара Искендера Челеби назначил Сулеймана-пашу бейлербеем Каира. Сулейман-паша занимал эту должность с 13 июня 1525 по 22 января 1535 года. Этот период был периодом мира, процветания и стабильности для Египта. Однако известно, что Сулейман-паша добился этого, применив силу и уничтожив большинство ведущих племенных вождей Египта.
Сулейман-паша планировал кампанию в Йемен и убедил правительство в необходимости этой операции. Он даже начал строить флот из 80 судов, но планы паши оказались отложены из-за Багдадской кампании Сулеймана I 1534/35 года, в которой паше пришлось принять участие.
В 1536 году он стал бейлербеем Анатолии и получил сан визиря.

### Кампания против португальцев
25 октября 1536 года паша во второй раз стал бейлербеем Египта и оставался на этом посту до 1538 года. Повторное назначение Сулеймана-паши было также знаком того, что готовится экспедиция против португальцев. В этот раз ситуация сложилась благоприятно для осуществления планов Сулеймана-паши относительно кампании в Йемене. 

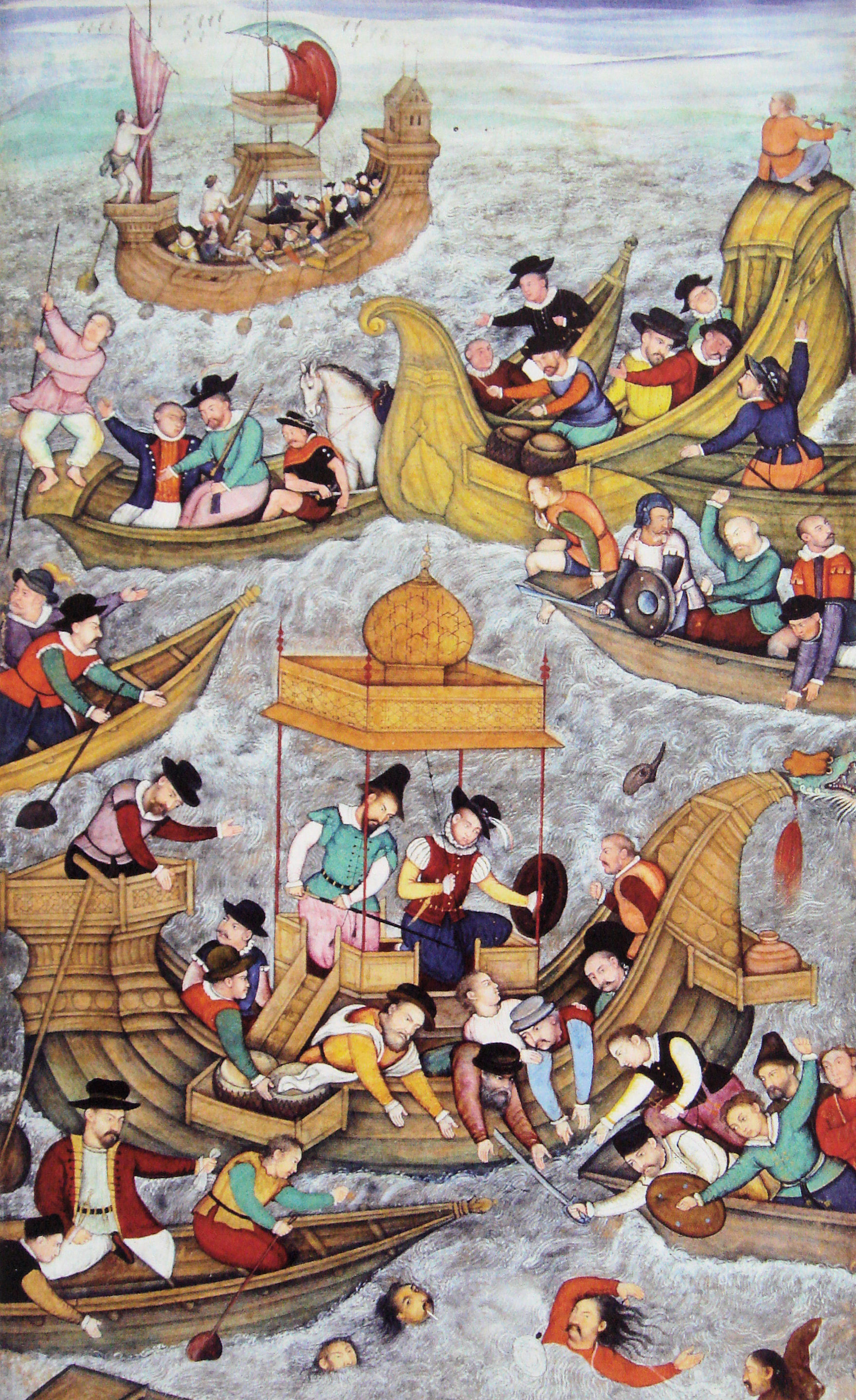
Убийство Бахадур-шаха

Правитель Гуджарата Бахадур-шах заключил в 1536 году союз с португальцами в период борьбы с Великими Моголами. Он дал разрешение португальцам построить фабрику в Диу. Вместо неё португальцы построили форт Диу. Тогда Бахадур отправил к султану Сулейману посланника с просьбой о помощи против португальцев. Одновременно он отправил свой гарем и сокровищницу в Мекку. Португальский наместник пригласил Бахадура посетить его корабль, куда шах прибыл. На обратном пути на него напали и убили. Возможно, письма Бахадура попали в руки наместника, что и стало причиной убийства шаха.

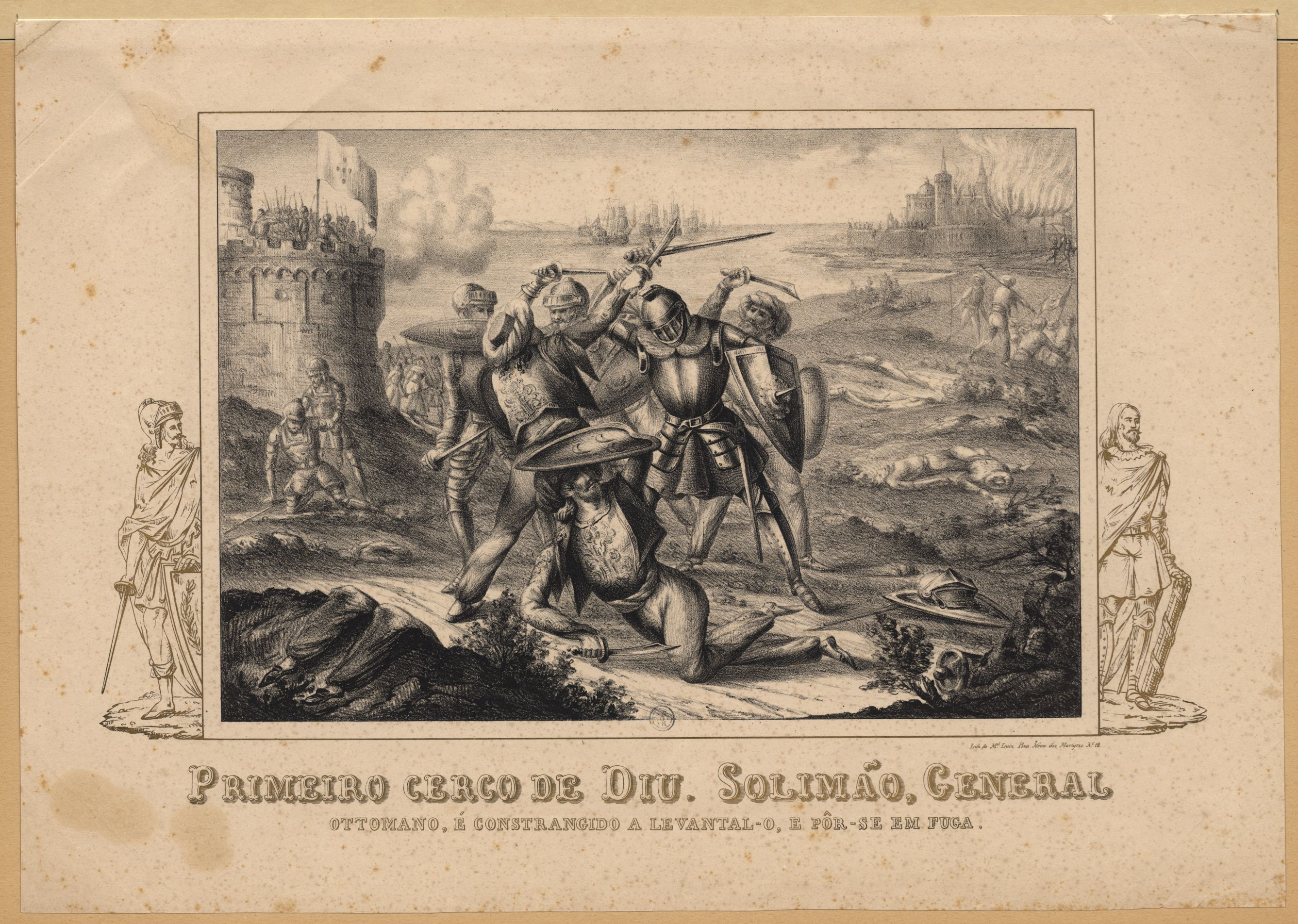
Осада Диу

Флот Сулейман-паши состоял из 72 или около 80 судов с пушками. У него было по разным данным около 6500 или 20 000) солдат, среди которых 1500 или 7000 составляли янычары. Они  отправились из Суэца 22 или  28 июня 1538 года и доплыли до Адена. Там Сулейман-паша заманил на свой корабль тахиридского правителя города Амира ибн Дауда, подписавшего ранее союзный договор с португальцами, и повесил его на рее. Город перешёл под контроль Османской империи и стал центром санджака Йемен.

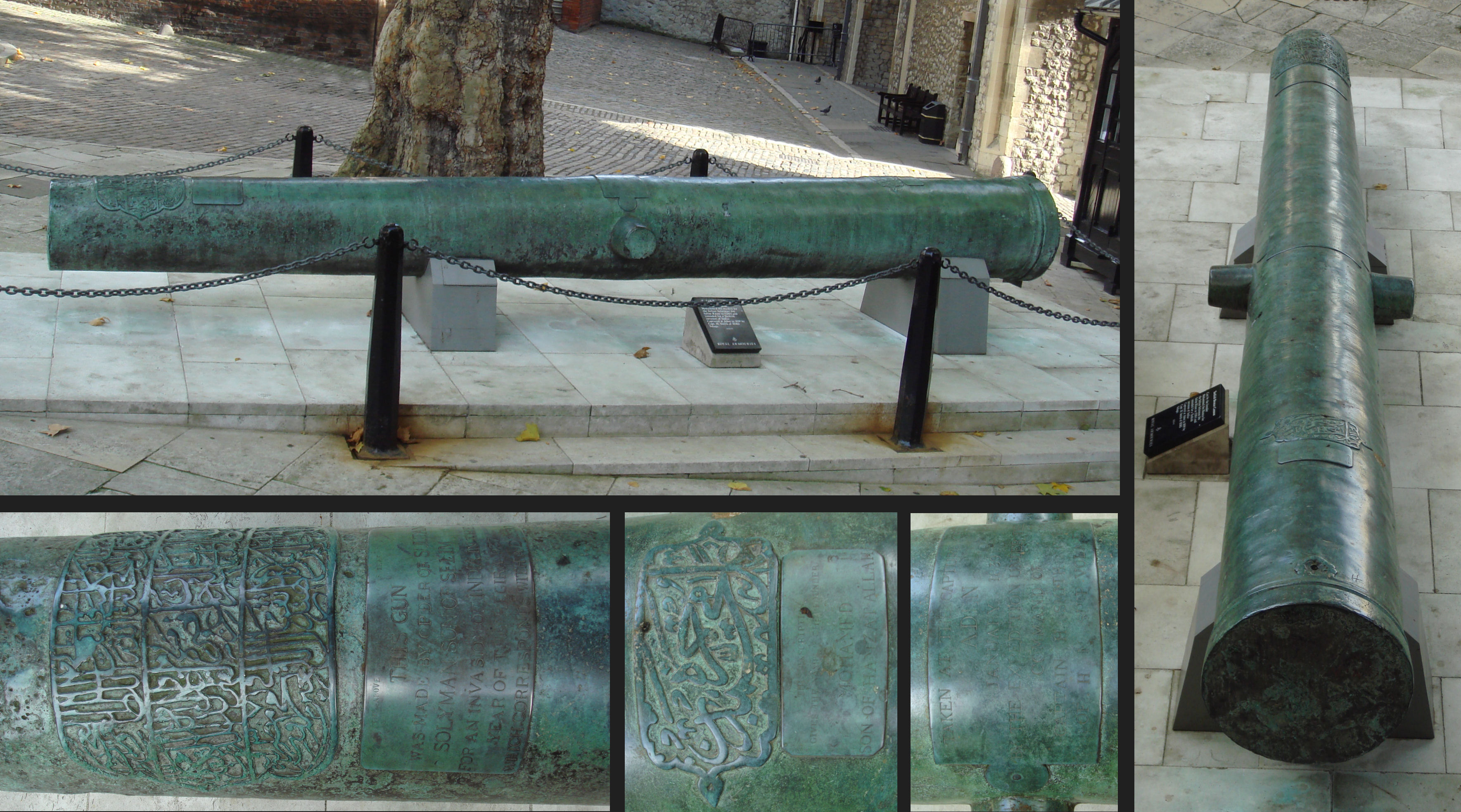
Одна из пушек Сулеймана-паши

4 сентября 1538 года Сулейман-паша появился у берегов Гуджарата. По пути флот потерял четыре корабля. Сулейман-паша сначала атаковал и взял крепость Гогала (Вилла-де-Румос, Бандар-и-Турки), а затем крепость Кат, но не смог завладеть фортом Диу.
Махмуд-шах III, преемник Бахадур-шаха на престоле Гуджарата, памятуя о судьбе эмира Адена, не помог османам.
В ночь на 6 ноября 1538 года османские войска оставили часть своих больших осадных орудий и покинули Диу. На обратном пути Сулейман-паша 27 ноября 1538 года остановился в порту Эш-Шихр. После того как правители Хадрамаута и Эш-Шихра приняли османский суверенитет, он отправился в Аден, оттуда прошёл через Баб-эль-Мандебский пролив и отправился в Забид, где после  убийства Сельмана Рейса начались беспорядки. Сулейман-паша приказал убить кади Забида Нахуду Ахмед-бея во время заседания совета 5 Шавваля 945 года (или 8 шавваля). Была создана йеменская провинция, охватывающая регионы Забида и Адена, а бейлербеем был назначен Мустафа-паша, сын Бийыклы Мехмед-паши. После этих административных мер Хадым Сулейман-паша покинул Йемен. Он достиг Джидды 13 марта и отправил оттуда флот в Суэц, а сам наравился в Мекку. Завершив хадж, он вернулся в Египет по суше. Оздемир-паше он поручил завоевать южные районы Египта. В Мекке Хадым Сулейман-паша приказал перевезти сокровища Бахадур-шаха в Стамбул.

### Великий визирь
Сулейман-паша был назначен сердаром военно-морского флота в Красном море. В 1539 году султан вызвал его в Стамбул и дал сан второго визиря, великим визирем стал Лютфи-паша. В мае 1541 года, когда Лютфи-паша был смещён с поста, великим визирем стал Сулейман-паша, который занимал эту должность три с половиной года. Вскоре после этого его отправили в Артукабад в окрестностях Токата, чтобы охранять границы от Сефевидов, пока основная османская армия воевала в Венгрии. Он оставался там до окончания кампании в Венгрии.
Сулейман-паша был уволен султаном после спора 28 ноября 1544 года на заседании дивана с бывшим губернатором Египта Хюсрев-пашой по поводу доходов эйялета Египта. Уйдя в отставку он до конца жизни проживал в Малкаре (в Гелиболу). Султан инициировал проверку действий Сулеймана-паши и Хусрева-паши, дважды сменивших друг друга в Египте на посту бейлербея. Оба паши обвинили друг друга, предъявив совету книги собранных ими товаров и денег. Сулейман-паша умер в Малкаре в сентябре 1547 года в возрасте около 80 лет.
Хадым Сулейман-паша приобрел большое богатство, особенно благодаря добыче, приобретенной во время экспедиции в Индию. В Каире он построил две мечети (одна в цитадели, другая в Булаке), а в Йемене мечеть, рибат и хаммам.

## Оценки
Ан-Нахравали оставил отрицательное описание Сулеймана-паши. Л. Плэйфейр через 300 лет описал пашу так: «Ему было около восьмидесяти лет… невысокого роста, толстый, настолько отвратительный и с таким диким характером, что он напоминал скорее зверя, чем человека». Описывая экспедицию в Йемен, Н. Иванов назвал Сулеймана-пашу «80-летним старцем, не блиставшим никакими талантами». При этом Й. Хаммер-Пургшталь описывал его так: «он был настолько располневшим и настолько ослабевшим с годами, что ему понадобилась помощь четырёх мужчин, чтобы помочь ему подняться; однако он обладал всеми своими способностями и не утратил ни активности, ни мужества».
Также Н. Иванов утверждал, что «единственным результатом индийской экспедиции 1538 года было завоевание Йемена. Неимоверные усилия, связанные с подготовкой флота, по существу, были затрачены впустую». Однако благодаря кампании Сулеймана-паши османы стали «хозяевами Красного моря, имея теперь, помимо Суэца, вторую военно-морскую базу в Адене». По мнению К. Финкель, хотя кампания Сулеймана-паши и была неудачной, но она стала «поворотным моментом турецко-португальского соперничества». Согласно Ибрагиму Печеви, «он в целости и сохранности и с большой добычей воротился на родину». Диван большинством голосов решил, что паша провёл успешную и полезную кампанию, его называли «завоеватель Аравии».